# Les Masques de la mort
Pour plus de détails, voir Fiche technique et Distribution.
Les Masques de la mort (The Masks of Death) est un téléfilm britannique de Roy Ward Baker, sorti en 1984.

## Synopsis
Sherlock Holmes reprend du service pour élucider une série de meurtres mystérieux.

## Fiche technique
- Titre original : The Masks of Death
- Titre français : Les Masques de la mort
- Réalisateur : Roy Ward Baker
- Assistant-réalisateur : Brian Lawrence
- Scénario : N.J. Crisp, Anthony Hinds (sous le nom de John Elder); d'après les personnages d'Arthur Conan Doyle
- Décors : Geoffrey Tozer (directeur artistique), Robyn Hamilton-Doney (décorateur de plateau)
- chefs accessoiristes : Peter Bryant, Mickey Hunter
- Ensemblier : Robyn Hamilton-Doney
- Costumes : Anthony Mendleson
- Photographie : Brendan J. Stafford
- Son : Danny Daniel
- Mixage : Otto Snel
- Montage : Chris Barnes
- Musique : Malcolm Williamson
- Maquillage : Roy Ashton, Ernest Gasser
- Coiffure : Mark Nelson, Mary Sturgess
- Cascadeurs : Alan Gold, Jazzer Jeyes, George Leech
- Producteur : Norman Priggen
- Producteur exécutif : Kevin Francis
- Directeur de production : Clifton Brandon
- Société de production : Tyburn Film Productions Limited
- Pays de production :  Royaume-Uni
- Langue originale : anglais
- Format : couleur (Fujicolor) — 35 mm — 1,85:1  — son Mono
- Genre : Film policier
- Durée : 72 minutes
- Date de sortie :
  - Royaume-Uni : 23 décembre 1984

## Distribution
- Peter Cushing : Sherlock Holmes, le célèbre détective qui enquête sur une affaire impliquant l'Allemagne peu avant la Guerre de 1914-1918
- John Mills : le Docteur Watson, son fidèle assistant
- Anne Baxter : Irene Adler dite Madame Morton, une Américaine qui a autrefois battu Holmes à son propre jeu
- Ray Milland : Le Ministre de l'Intérieur
- Anton Diffring : Le comte Udo Von Felseck, un noble allemand qui invite Holmes dans son château
- Gordon Jackson : l'inspecteur Alec MacDonald, de Scorland Yard
- Susan Penhaligon : Miss Derwent
- Marcus Gilbert : Anton Von Felseck, le fils du comte
- Jenny Laird : Mrs Hudson, la logeuse de Holmes
- Russell Hunter : Alfred Coombs, un vagabond
- James Cossins (en) : Frederick Baines, le propriétaire d'une compagnie maritime ami du comte
- Eric Dodson : Lord Claremont, un richissime propriétaire terrien, ami du comte
- Georgina Coombs : Lady Claremont, sa femme, amie du comte
- James Head : Le chauffeur du comte
- Dominic Murphy : le petit cireur de bottes